# Отдел „Идеологическа политика“ при ЦК на БКП
Отделът „Идеологическа политика“ при ЦК на БКП е създаден през 1984 г. чрез обединяването на дотогавашните идеологически отдели „Пропаганда и агитация“, „Изкуство и култура“ и „Средства за масова информация“, със замисъл да се рационализира партийният апарат.
Отделът има сложна и тромава организационна структура с направления и многобройни сектори. След няколко години се установява, че предварителните очаквания не са постигнати и през 1988 г. отново се възстановяват предишните отдели.

## Завеждащи отдела
- Стоян Михайлов